# Thiago Michel
Thiago Michel Pereira Silva (Belo Horizonte, 15 de maio de 1984) é um lutador brasileiro de artes marciais mistas, atualmente compete no Peso Leve do UFC

## Vida Pessoal
Thiago Michel declarou em uma entrevista que quando era criança, que quando era criança, ele correu risco de vida com uma infecção na garganta e seu pai que ensinou kickboxing para ele a partir dos 12 anos, não poderia doar sangue porque ele bebia muito. Depois disso o pai dele nunca mais bebeu, fortalecendo o vínculo entre pai e filho. Michel logo se tornou um Campeão Mundial de Kickboxing, onde ele acumulou 26 vitórias e apenas 2 derrotas.

## Carreira no Kickboxing
Michel foi escolhido para representar o Brasil na divisão de 73 kg (160 lb) no primeiro evento "It's Showtime" acontecido no país. Ele lutou contra Steve Poort, um kickboxer holandês, no It's Showtime 60 em São Paulo e venceu por decisão unânime.
Competiu no torneio de oito lutadores de 70 kg/154 lb no Tatneft Cup Brazil em São Paulo em 8 de Dezembro de 2012, perdendo para Carlos Formiga por decisão unânime nas quartas de final.
Ele enfrentou Miodrag Olar no SuperKombat New Heroes: World Tour 2013 em São Paulo em 23 de Março de 2013 em uma luta em 76 kg/165 lb e venceu por pontos após dominar em uma demonstração de força bruta e tamanho.

## Carreira no MMA

### Começo da carreira
Thiago Michel, que treina com o Campeão Mundial de Kickboxing Ely Perez, foi Campeão Mundial da WAKO 202 na divisão 75 kg (165 lbs) ao mesmo tempo tendo um recorde de 7-1 nas competições de MMA. Ele também possui títulos de Muay Thai e nocautes em nove de suas vitórias na carreira.
Michel fez sua estréia profissional no MMA em 18 de Novembro de 2006 e fez seu nome lutando em diversas promoções do Brasil. Michel venceu 6 de suas 7 primeiras lutas antes de fazer uma pausa de 28 meses no esporte, de 2008 até 2010. Antes de assinar com o Bellator, ele acumulou o recorde de 9 vitórias e 2 derrotas. Ele foi rankeado em 1° lugar no peso leve no ranking do Bloody Elbow de 2010.

### Bellator Fighting Championships
Thiago Michel assinou com o Bellator Fighting Championships, competindo na divisão dos Leves. Michel fez sua estréia no exterior no Bellator 62 em 23 de Março de 2012, onde foi derrotado pelo brasileiro Rene Nazare por decisão dividida.
Michel enfrentou o prospecto russo Alexander Sarnavskiy no round de abertura do Torneio de Leves da Oitava Temporada em 31 de Janeiro de 2013 no Bellator 87. Ele perdeu por finalização no segundo round.

## Cartel no MMA
| Cartel no MMA   |             |            |
| 14 lutas        | 10 vitórias | 4 derrotas |
| Por nocaute     | 9           | 0          |
| Por finalização | 0           | 3          |
| Por decisão     | 1           | 1          |

| Res.    | Cartel | Oponente                 | Método                               | Evento                                           | Data       | Round | Tempo | Local                        | Notas                                                 |
| ------- | ------ | ------------------------ | ------------------------------------ | ------------------------------------------------ | ---------- | ----- | ----- | ---------------------------- | ----------------------------------------------------- |
| Derrota | 11-4   | Alexander Sarnavskiy     | Finalização (mata leão)              | Bellator 87                                      | 31/01/2013 | 2     | 3:43  | Mount Pleasant, Michigan     | Quartas de Final do Torneio de Leves da 8ª Temporada. |
| Vitória | 11-3   | David Gardner            | Nocaute Técnico (joelhada e socos)   | Brasil Fight 6 - Brazil vs. USA                  | 21/09/2012 | 2     | 2:45  | Belo Horizonte, Minas Gerais |                                                       |
| Derrota | 10-3   | Brent Weedman            | Decisão (dividida)                   | Bellator 66                                      | 20/04/2012 | 3     | 5:00  | Cleveland, Ohio              | Semifinais do Torneio de Leves da 6ª Temporada        |
| Vitória | 10-2   | Rene Nazare              | Decisão (dividida)                   | Bellator 62                                      | 23/03/2012 | 3     | 5:00  | Laredo, Texas                | Quartas de Final do Torneio de Leves da 6ª Temporada  |
| Vitória | 9-2    | Rodrigo Cavalheiro       | Nocaute Técnico (socos)              | Brazil Fight 5 - Back to Fight                   | 03/09/2011 | 1     | n/a   | Belo Horizonte, Minas Gerais |                                                       |
| Vitória | 8-2    | Erick Barbosa            | Nocaute Técnico (socos)              | Brazil Fight 4 - The VIP Night                   | 09/04/2011 | 1     | 4:55  | Nova Lima, Minas Gerais      |                                                       |
| Derrota | 7-2    | Alessandro Ferreira      | Finalização (mata leão)              | Brazil Fight 3 - Minas Gerais vs. São Paulo      | 27/11/2010 | 1     | 1:10  | Belo Horizonte, Minas Gerais |                                                       |
| Vitória | 7-1    | Felipe Olivieri          | Nocaute Técnico (interrupção médica) | Brazil Fight 2 - Minas Gerais vs. Rio de Janeiro | 14/04/2010 | 3     | 2:23  | Belo Horizonte, Minas Gerais |                                                       |
| Vitória | 6-1    | Flavio Toto              | Nocaute Téncico (socos)              | BHI - Belo Horizonte Interacademy                | 12/04/2008 | 1     | 3:42  | Contagem, Minas Gerais       |                                                       |
| Vitória | 5-1    | Murilo Filho             | Nocaute Técnico (socos)              | XFG - X Fight Games 3                            | 15/12/2007 | 1     | 2:45  | Juiz de Fora, Minas Gerais   |                                                       |
| Derrota | 4-1    | Ivan Iberico             | Finalização (chave de braço)         | Juiz de Fora - Fight 5                           | 24/11/2007 | 1     | n/a   | Brasil                       |                                                       |
| Vitória | 4-0    | Damaso Pereira           | Nocaute (tiro de meta)               | FBC - Fight Brazil Combat                        | 19/11/2007 | 1     | 4:17  | Montes Claros, Minas Gerais  |                                                       |
| Vitória | 3-0    | Luciano Pitbull          | Nocaute Técnico (chute na cabeça)    | FFMA - Festival Fighter Martial Arts             | 10/12/2006 | 2     | 3:27  | Belo Horizonte, Minas Gerais |                                                       |
| Vitória | 2–0    | Rildo Benazar            | Nocaute Técnico (socos)              | MAUO - Martial Arts Union Open 4                 | 26/11/2006 | 2     | 4:07  | Belo Horizonte, Minas Gerais |                                                       |
| Vitória | 1–0    | Cesar Augusto Cunha Dias | Nocaute Técnico (socos)              | X - Mix Martial Arts                             | 18/11/2006 | 1     | 3:36  | Divinopolis, Minas Gerais    |                                                       |